# Xia’er (häradshuvudort i Kina, Sichuan Sheng, lat 29,01, long 101,51)
Xia'er (kinesiska: 呷尔, Xia’er, 九龙县) är en häradshuvudort i Kina. Den ligger i provinsen Sichuan, i den sydvästra delen av landet, omkring 310 kilometer sydväst om provinshuvudstaden Chengdu. Antalet invånare är 62 133. Befolkningen består av 28 487 kvinnor och 33 646 män. Barn under 15 år utgör 28,0 %, vuxna 15-64 år 65 %, och äldre över 65 år 5,0 %.
Runt Xia'er är det mycket glesbefolkat, med 7 invånare per kvadratkilometer. Det finns inga andra samhällen i närheten. I omgivningarna runt Xia'er växer i huvudsak blandskog.
Genomsnittlig årsnederbörd är 1 292 millimeter. Den regnigaste månaden är juni, med i genomsnitt 298 mm nederbörd, och den torraste är januari, med 3 mm nederbörd.